# Jack London Square
Jack London Square este o destinație turistică în Oakland, California. A fost denumită după prozatorul american Jack London. Proprietatea este deținută de către Port of Oakland, și include magazine, hoteluri, un cinematograf, o gară a căilor ferate, un doc pentru acostare, un bar cu caracter istoric numit First and Last Chance Saloon, și o cabină istorică în care a locuit Jack London. În fiecare duminică dimineața, Jack London Square găzduieste o piață în aer liber.
Jack London Square se află la capătul străzii Broadway din Oakland.
Numele Jack London Square se referă și la zona din împrejurimea pieței propriu-zise. Această zonă era în trecut o zonă industrială având foarte multe depozite.  Cartierul a trecut printr-o conversie majoră dupa 2003, devenind un cartier de locuit prin conversia depozitelor în locuințe de tip "loft". Fostul primar al orașului Oakland, Jerry Brown, a locuit în acest cartier înainte de a se muta in cartierul Uptown.
KTVU, un canal de televiziune local, are studioul de emisie în apropierea pieței. Acest canal de televiziune retransmite programele naționale ale postului Fox, și se află în apropierea Jack London Square din aprilie 1958 de când și-a început emisia.